# Gli amori d'Apollo e di Dafne
Gli amori d'Apollo e di Dafne (Los amores de Apolo y Dafne, en español) es una ópera del compositor italiano Francesco Cavalli. Fue el segundo trabajo operístico de Cavalli, y se estrenó en el Teatro San Cassiano, en Venecia durante la temporada de carnaval de 1640.  
El libreto es de Giovanni Francesco Busenello y se basa en la historia del dios griego del amor, Apolo por la ninfa Dafne, como narra Ovidio en su Metamorfosis.

## Grabaciones seleccionadas
- Gli Amori d'Apollo e di Dafne. Orquesta Joven de la Sinfónica de Galicia. Alberto Zedda (n. 1928). Naxos, 2006.

- Gli Amori d'Apollo e di Dafne. Ensemble Elyma. Gabriel Garrido. Phaia Musica, 2016.